# 2010年韓国グランプリ
2010年韓国グランプリは、2010年F1世界選手権第17戦として、2010年10月24日に韓国インターナショナルサーキットで開催された。

## 概要
韓国で初めてF1が開催されたこの年、レースを開催する直前まで施設の完成がずれ込み、FIAのチャーリー・ホワイティングからサーキットの承認を得たのが10月12日であった。ただし、この時点でもサーキットの周辺施設は完成していなかった。
フリー走行が始まる前日の10月21日に、タイトル争いを繰り広げる5人のドライバー（マーク・ウェバー、フェルナンド・アロンソ、セバスチャン・ベッテル、ルイス・ハミルトン、ジェンソン・バトン）とバーニー・エクレストンによるフォトセッションが行われた。これは、1986年オーストラリアグランプリにおいて、当時タイトル争いを繰り広げていた4人（ナイジェル・マンセル、ネルソン・ピケ、アラン・プロスト、アイルトン・セナ）とエクレストンがならんで写真撮影を行ったことを模したものである。

## フリー走行
開催10日前に完了した非常に真新しい舗装であった為に、その舗装に含まれる油分が抜けきれない事が警戒された。また、各チーム共に新コースであった為に当該サーキットでのデータが無く、金曜日のフリー走行1回目開始直後では慎重な走行をせざるをえなかった。開始後約45分が経過した時点で路面にタイヤのラバーが乗る様になり、各ドライバーが大幅なタイムアップを行えるようになる。なお、このセッションでは、ヴァージン・レーシングのレースドライバーであるルーカス・ディ・グラッシに代わり、テストドライバーのジェローム・ダンブロジオが走行を担当した。
フリー走行2回目でも同様にさらに各ドライバーがタイムを大幅に刻み、ほぼレースラップと同様なペースで走行することが可能となっていた。
金曜日フリー走行終了後、各ドライバーから苦情が出ていたピットレーン入口の白線の撤廃と16コーナーの縁石の修正が行われた。

## 公式予選
土曜日の予選までに、路面状況はかなりの向上を見せておりドライコンディションを想定するレースであるならばほぼ満足のいく状況にまで改善をしていた。Q1ではハミルトン、ヴェッテル、アロンソ、ウェーバー、マッサが好調な走りを見せ、チャンピオン争いの掛かったバトンはフリー走行で軽いエンジンブローに見舞われたせいでその応急処置に時間を割かれ、的確なセッティングが見極められなかった事が重なり、辛うじてQ2進出を決めた。Q1ではリウッツィ、トゥルーリ、グロック、コヴァライネン、ディ・グラッシ、山本、セナが脱落した。
Q2開始早々にフェラーリ勢、レッドブル勢がすでに1分37秒台、1分36秒台の記録をマークしており、まだまだ路面がさらに良好になる経過が見られていた。ただし、ザウバー勢だけが残り5分まで1分41秒台と苦戦。残り3分で小林、ハイドフェルドが1分37秒台にまでタイムをあげたものの、10位には届かなかった。その結果、Q2ではヒュルケンベルグ、小林、ハイドフェルド、スーティル、ペトロフ、アルグエルスアリ、ブエミが脱落した。
Q3でも次第に路面状況が刻々と良好になり、遂にはアロンソから1分35秒台のタイムを計測。Q3終了間際にアロンソはさらに自身のトップタイムを更新し、1分35秒766を記録して暫定PPを獲得したが、その後ベッテルが1分35秒585でアロンソのタイムを塗り替えてPPを獲得。最後にウェバーも1分35秒659で入り2位となった。

### 結果
| 順位 | No | ドライバー                 | チーム                         | Q1       | Q2       | Q3       | Grid |
| ---- | -- | -------------------------- | ------------------------------ | -------- | -------- | -------- | ---- |
| 1    | 5  | セバスチャン・ベッテル     | レッドブル・ルノー             | 1:37.123 | 1:36.074 | 1:35.585 | 1    |
| 2    | 6  | マーク・ウェバー           | レッドブル・ルノー             | 1:37.373 | 1:36.039 | 1:35.659 | 2    |
| 3    | 8  | フェルナンド・アロンソ     | フェラーリ                     | 1:37.144 | 1:36.287 | 1:35.766 | 3    |
| 4    | 2  | ルイス・ハミルトン         | マクラーレン・メルセデス       | 1:37.113 | 1:36.197 | 1:36.062 | 4    |
| 5    | 4  | ニコ・ロズベルグ           | メルセデス                     | 1:37.708 | 1:36.791 | 1:36.535 | 5    |
| 6    | 7  | フェリペ・マッサ           | フェラーリ                     | 1:37.515 | 1:36.169 | 1:36.571 | 6    |
| 7    | 1  | ジェンソン・バトン         | マクラーレン・メルセデス       | 1:38.123 | 1:37.064 | 1:36.731 | 7    |
| 8    | 11 | ロバート・クビサ           | ルノー                         | 1:37.703 | 1:37.179 | 1:36.824 | 8    |
| 9    | 3  | ミハエル・シューマッハ     | メルセデス                     | 1:37.980 | 1:37.077 | 1:36.950 | 9    |
| 10   | 9  | ルーベンス・バリチェロ     | ウィリアムズ・コスワース       | 1:38.257 | 1:37.511 | 1:36.998 | 10   |
| 11   | 10 | ニコ・ヒュルケンベルグ     | ウィリアムズ・コスワース       | 1:38.115 | 1:37.620 |          | 11   |
| 12   | 23 | 小林可夢偉                 | BMWザウバー・フェラーリ        | 1:38.429 | 1:37.643 |          | 12   |
| 13   | 22 | ニック・ハイドフェルド     | BMWザウバー・フェラーリ        | 1:38.171 | 1:37.715 |          | 13   |
| 14   | 14 | エイドリアン・スーティル   | フォースインディア・メルセデス | 1:38.572 | 1:37.783 |          | 14   |
| 15   | 12 | ヴィタリー・ペトロフ       | ルノー                         | 1:38.174 | 1:37.799 |          | 20   |
| 16   | 17 | ハイメ・アルグエルスアリ   | トロ・ロッソ・フェラーリ       | 1:38.583 | 1:37.853 |          | 15   |
| 17   | 16 | セバスチャン・ブエミ       | トロ・ロッソ・フェラーリ       | 1:38.621 | 1:38.594 |          | 16   |
| 18   | 15 | ヴィタントニオ・リウッツィ | フォースインディア・メルセデス | 1:38.955 |          |          | 17   |
| 19   | 18 | ヤルノ・トゥルーリ         | ロータス・コスワース           | 1:40.521 |          |          | 18   |
| 20   | 24 | ティモ・グロック           | ヴァージン・コスワース         | 1:40.748 |          |          | 19   |
| 21   | 19 | ヘイキ・コバライネン       | ロータス・コスワース           | 1:41.768 |          |          | 21   |
| 22   | 25 | ルーカス・ディ・グラッシ   | ヴァージン・コスワース         | 1:42.325 |          |          | 22   |
| 23   | 20 | 山本左近                   | HRT・コスワース                | 1:42.444 |          |          | 23   |
| 24   | 21 | ブルーノ・セナ             | HRT・コスワース                | 1:43.283 |          |          | 24   |

- No.12は前戦でのNo.10との衝突により5グリッド降格

## 決勝

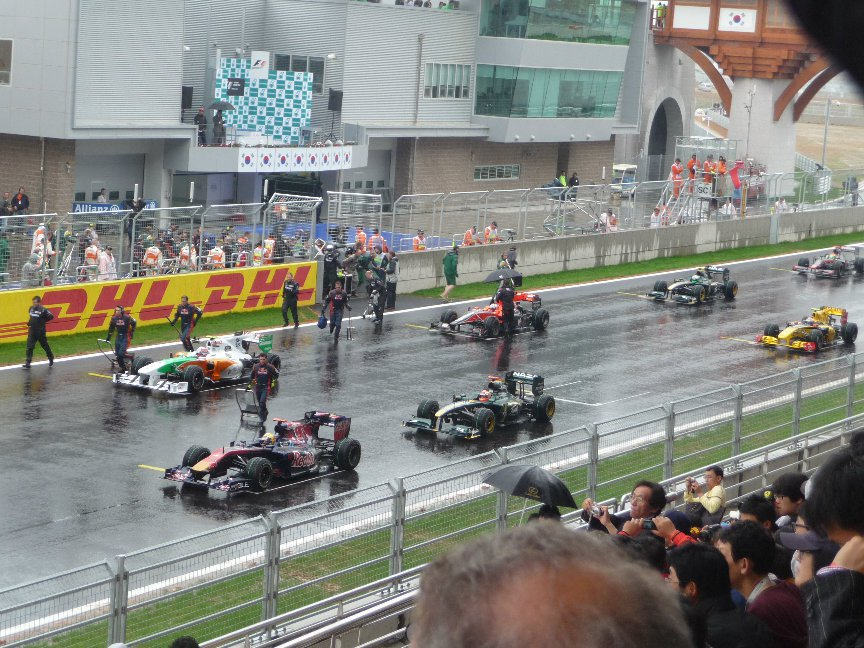
スターティンググリッドの様子

当初は現地時間15:00にスタートを予定していた。前述の予選でも分かるように路面状況は改善されていたが、予選終了後の夜半からレース開始前の午前中に大雨が降った事によりコース全体に水が張ってしまう。これはサーキット建設工事が遅れた事による新舗装路面の油分が抜けずカメラ越しに見ても路面が撥水状態となっているのが明白であり、さらに排水工事が不完全であった為に路面の水捌けが良くなかった。レース開始までに雨は小康状態であったが、当該事象による危険性を考慮した結果、予定時刻の10分遅れでフォーメーションラップを省略したセーフティカー先導によるスタートを行った。（事実上のローリングスタート）

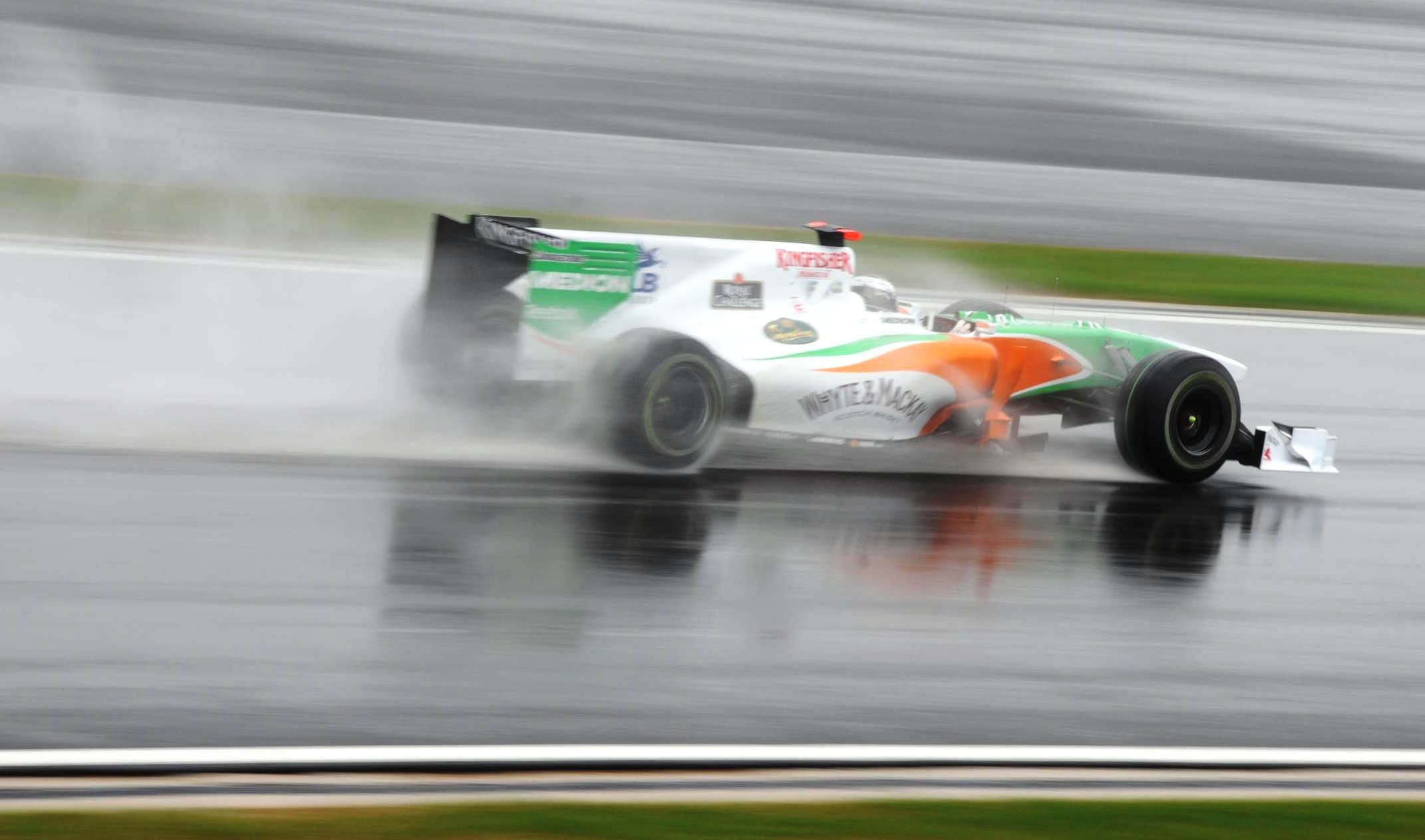
水煙を巻き上げるエイドリアン・スーティルのマシン

しかし、先述の通り路面上の水分が抜けきれず、マシンが巻き上げる水煙によってウォータースクリーンが発生し、ドライバーは極度な視界不良となる。また、油分と水分によって路面の摩擦係数は極端に低く、非常に滑りやすい状況となっていた。2周目にタイヤ交換を行ったセナが3周目にコースアウトを喫し、3周を終えた時点で赤旗が出されレースが中断した。天候回復を待つこととなった。最も懸念された事はこのままスタートが行われ無い状況だった場合のチャンピオンシップ争いと、日没の関係である。
赤旗のまま中断となれば、セーフティカー先導によってすでに2周以上走行している為レースとして成立することとなり、予選順序通りに配点される事になる。したがって、予選で1-2体制を築いたレッドブル勢に有利なポイントが加算されてしまう為、チャンピオンシップの動向として問題とする向きもあった。また、仮にこのコース状況でレースを行えば全周回を日没時刻である17:50までに走破できるかどうかの問題もあった。
約1時間の中断がなされたが、再びセーフティカー先導の上でレースを再開する。雨も小降りになり、路面の排水が比較的なされたこともあって赤旗中断前と比較すると視界も幾分かは良好となり17周目セーフティカーがピットに入り、18周目よりレースが再開された。
直後の20周目、チャンピオンシップリーダーのウェバーがターン13でアウト側にコースアウト。そのままバランスを崩しスピン、反対側のウォールにヒットしてしまう。左リアタイヤが破損したため前輪が浮き上がり、コントロールが効かなくなったマシンは、惰性でコースを横断、後続のロズベルグの進行上にウェバーが来てしまう。ロズベルグはランオフエリアに回避を試みるも2台は衝突、リタイアとなった。このクラッシュで、再度セーフティカーが出動する。このタイミングを縫ってハイドフェルド、小林、ブエミ、セナが一斉にピットインを行う。セーフティカーは23周目までコースを周回し、24周目にレースが再開する。しかし直後に後方でセナとトゥルーリが接触し、トゥルーリのフロントウィングが破損。これが起因してトゥルーリはそれ以外にもマシンバランスを失う損傷を負ったと見られ、彼は28周目にマシンから降りてリタイアした。
また、ディ・グラッシは27周目に単独スピンを喫しタイヤバリアに激突しリタイアしている。31周目、ターン3で小林の目の前でブエミがグロックに接触し両者リタイア。小林は辛うじて危機回避を行う。この事故により再度セーフティカーが出動する。このセーフティカーは34周目までコースを走り、35周目よりレースが再開された。
46周目、トップを快走していたベッテルがエンジンブローしてリタイア。さらに47周目にスーティルが小林の左サイドから接触する。小林のマシンは走行に大した影響が見られなかったものの、スーティルのマシンは接触により大破しリタイア。この接触はスーティル側のマシンにブレーキトラブルがあった状態で走行している事が後に発覚し、1万ドルの罰金が科せられた。

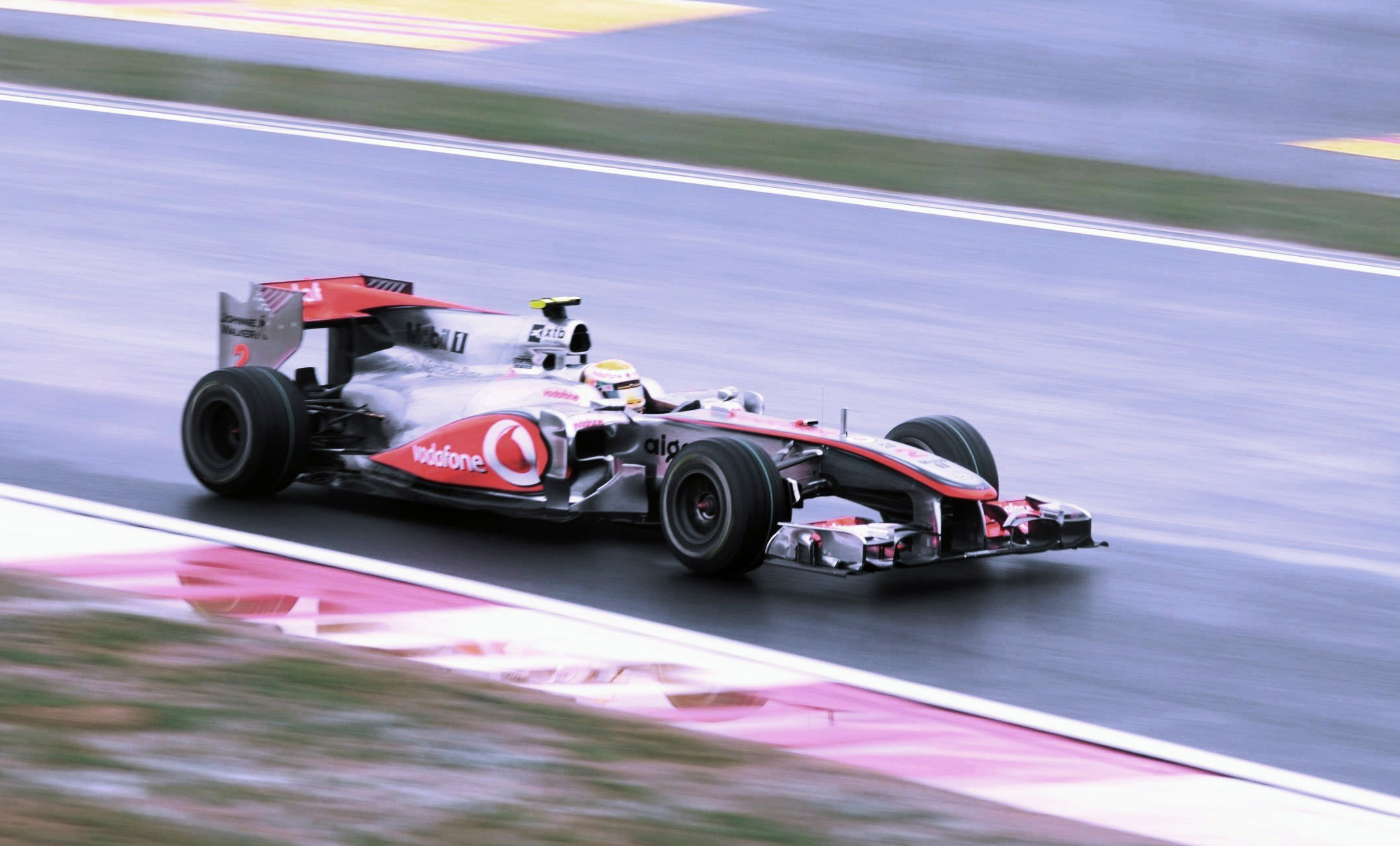
2位を確保したルイス・ハミルトン

51周目、当日韓国で発表されていた日没時刻である17:50を迎える。周囲は非常に暗くドライバー達の数名は辺りがあまりにも暗く、非常に走りにくい状況であった事を後に述べている。結局、日没時刻を若干越えたものの、現地時間18:00前に無事予定周回数である55周を満了しレース終了。トップはタイヤ交換時のアクシデントを乗り越えたフェルナンド・アロンソが入り、自滅したレッドブル勢を出し抜きチャンピオンシップ戦線の首位に浮上。2位にはマシンの安定性に苦慮していたルイス・ハミルトンが入り、何とかチャンピオンシップ戦線に残る結果となった。

### 結果
| 順位 | No | ドライバー                 | チーム                         | 周回数 | タイム/リタイア | Grid | ポイント |
| ---- | -- | -------------------------- | ------------------------------ | ------ | --------------- | ---- | -------- |
| 1    | 8  | フェルナンド・アロンソ     | フェラーリ                     | 55     | 2:48'20.810     | 3    | 25       |
| 2    | 2  | ルイス・ハミルトン         | マクラーレン・メルセデス       | 55     | +14.999         | 4    | 18       |
| 3    | 7  | フェリペ・マッサ           | フェラーリ                     | 55     | +30.868         | 6    | 15       |
| 4    | 3  | ミハエル・シューマッハ     | メルセデス                     | 55     | +39.688         | 9    | 12       |
| 5    | 11 | ロバート・クビサ           | ルノー                         | 55     | +47.734         | 8    | 10       |
| 6    | 15 | ヴィタントニオ・リウッツィ | フォースインディア・メルセデス | 55     | +53.571         | 17   | 8        |
| 7    | 9  | ルーベンス・バリチェロ     | ウィリアムズ・コスワース       | 55     | +1'09.257       | 10   | 6        |
| 8    | 23 | 小林可夢偉                 | BMWザウバー・フェラーリ        | 55     | +1'17.889       | 12   | 4        |
| 9    | 22 | ニック・ハイドフェルド     | BMWザウバー・フェラーリ        | 55     | +1'20.107       | 13   | 2        |
| 10   | 10 | ニコ・ヒュルケンベルグ     | ウィリアムズ・コスワース       | 55     | +1'20.851       | 11   | 1        |
| 11   | 17 | ハイメ・アルグエルスアリ   | トロ・ロッソ・フェラーリ       | 55     | +1'24.146       | 15   |          |
| 12   | 1  | ジェンソン・バトン         | マクラーレン・メルセデス       | 55     | +1'29.939       | 7    |          |
| 13   | 19 | ヘイキ・コバライネン       | ロータス・コスワース           | 54     | +1 Lap          | 21   |          |
| 14   | 21 | ブルーノ・セナ             | HRT・コスワース                | 53     | +2 Laps         | 24   |          |
| 15   | 20 | 山本左近                   | HRT・コスワース                | 53     | +2 Laps         | 23   |          |
| Ret  | 14 | エイドリアン・スーティル   | フォースインディア・メルセデス | 46     | 接触            | 14   |          |
| Ret  | 5  | セバスチャン・ベッテル     | レッドブル・ルノー             | 45     | エンジン        | 1    |          |
| Ret  | 12 | ヴィタリー・ペトロフ       | ルノー                         | 39     | クラッシュ      | 20   |          |
| Ret  | 24 | ティモ・グロック           | ヴァージン・コスワース         | 31     | 接触            | 19   |          |
| Ret  | 16 | セバスチャン・ブエミ       | トロ・ロッソ・フェラーリ       | 30     | 接触            | 16   |          |
| Ret  | 18 | ヤルノ・トゥルーリ         | ロータス・コスワース           | 25     | 接触            | 18   |          |
| Ret  | 25 | ルーカス・ディ・グラッシ   | ヴァージン・コスワース         | 25     | クラッシュ      | 22   |          |
| Ret  | 6  | マーク・ウェバー           | レッドブル・ルノー             | 18     | スピンアウト    | 2    |          |
| Ret  | 4  | ニコ・ロズベルグ           | メルセデス                     | 18     | 接触            | 5    |          |

- No.14はNo.23との接触で次戦5グリッド降格、さらにブレーキ故障を察知していながらコースに留まったため1万ドルの罰金[9]
- No.16はNo.24との接触で次戦5グリッド降格[9]